# Наранхо, Сандра
Сандра Наранхо Баутиста (исп. Sandra Naranjo; 1985, Амбато) — эквадорский политический и государственный деятель, экономист.

## Биография
Обучалась в Университете Сан-Франциско в Кито (Universidad San Francisco de Quito), имеет диплом Латиноамериканского института социальных наук и степень магистра государственного управления и международного развития Школы государственного управления им Джона Ф. Кеннеди Гарвардского университета.
Член социалистической партии Альянс ПАИС. С июня 2014 по октябрь 2015 и в 2017 году занимала пост министра туризма Эквадора. В промежутке работала национальным секретарём по планированию и развитию.
С 4 января по 20 февраля 2017 года Наранхо была временным вице-президентом Эквадора (назначена исполнительным указом № 1291 президента Рафаэля Корреа) и стала второй женщиной в истории, назначенной на этот пост.